# Nậm Mô
Nậm Mô hay nậm Mộ là phụ lưu cấp 1 của sông Lam, bắt nguồn từ Trung Lào và chảy vào Việt Nam ở phía tây tỉnh Nghệ An .

## Dòng chảy
Nậm Mô khởi nguồn từ hợp lưu nhiều suối trên đất Lào, trong đó dòng chính bắt nguồn từ sườn tây nam dãy núi Phu Xai Lai Leng tại huyện Khamkeuth và Viengthong tỉnh Bolikhamxay, chảy về hướng tây bắc 19°8′55″B 104°9′59″Đ / 19,14861°B 104,16639°Đ. Núi Phu Xai Lai Leng là dãy núi ở biên giới giáp vùng đất các xã Nậm Càn và Na Ngoi huyện Kỳ Sơn.
Sau đó đến huyện Mok Mai tỉnh Xiengkhuang sông đổi hướng đông bắc 19°16′51″B 103°48′59″Đ / 19,28083°B 103,81639°Đ, rồi là ranh giới tự nhiên cho biên giới Việt-Lào đoạn ở các xã Mường Ải, Mường Típ và Tà Cạ.
Tại bản Nhạn Lý xã Tà Cạ 19°25′3″B 104°4′11″Đ / 19,4175°B 104,06972°Đ sông đổi hướng đông nam, chảy vào đất Việt.
Đến làng Cửa Rào xã Xá Lượng huyện Tương Dương thì đổ vào sông Lam.

## Các thủy điện
Trên dòng nậm Mô có các thủy điện:
- Thủy điện Nậm Mô công suất 18 MW, là thủy điện xây dựng đầu tiên ở vùng này, khởi công tháng 04/2010 [4] hoàn thành năm 2013, tại bản Cánh xã Tà Cạ huyện Kỳ Sơn.
- Thủy điện Bản Ang công suất 17 MW, khởi công tháng 04/2015 dự kiến hoàn thành 2017, nằm ở cuối sông tại bản Ang xã Xá Lượng huyện Tương Dương.
- Dự án thủy điện Nậm Mô 1 công suất lắp máy 90 MW, bố trí tại các xã Tà Cạ và Mường Típ huyện Kỳ Sơn. Tháng 01/2017 được chính phủ chấp thuận, là dự án có vùng hồ nước ở biên giới Việt-Lào và tuân theo hiệp định về hợp tác Việt Lào [5]. Tuy nhiên đến cuối năm 2019 không có thông tin triển khai.
- Dự án Thủy điện Nậm Mô 2 có công suất lắp máy 120 MW, có đập tại Ban Houay Soi, Muang Mok May, tỉnh Xiengkhuang, CHDCND Lào 19°02′12″B 103°59′57″Đ / 19,036748°B 103,999079°Đ. Ngày 07/10/2020 tại trụ sở Công ty cổ phần quản lý đầu tư Mê Kông (Mekong Investment Holdings) đã diễn ra lễ ký kết hợp đồng gói thầu "Thi công Nhà máy thủy điện - Dự án thủy điện Nậm Mô 2 (120MW)" giữa Mekong Investment Holdings và Công ty cổ phần Sông Đà 6. [6]

## Chỉ dẫn
1. ↑  "Nậm" trong tiếng Tày-Thái đã có nghĩa là nước, sông, suối.